# Josep Martínez i Garcia
Josep Martínez i Garcia (València, 1760 - ?) fou un jurista i polític valencià. Abans de la Guerra del Francès fou auditor general honorari del departament marítim de l'Ajuntament de València, propietari del terç naval i assessor del Consolat de Comerç de València. El 14 de febrer de 1810 fou elegit diputat a les Corts de Cadis, on formà part de nombroses comissions i destacà pels nombrosos discursos que va pronunciar a les Corts Generals. Juntament amb José María Calatrava, Francesc Siscar, José Mejía Lequerica, Agustín Argüelles, Jaume Creus i Andrés Jáuregui, va formar part de la comissió que va dictaminar la concessió del comandament de les tropes aliades al duc de Wellington. També formà part de la comissió sobre els Jutjats de Primera Instància.
Fou escollit secretari de les Corts Generals, un dels signants de la Constitució espanyola de 1812 i novament diputat a les Corts Generals de 1813. Destacà com a conservador moderat. Durant el Trienni Liberal (1821-1823), va ser nomenat magistrat honorari de l'Audiència de Castella la Nova.